# Hugo Spitzer
Hugo Spitzer (* 7. April 1854 in Einöd, Steiermark; † 30. Dezember 1936 in Graz) war ein österreichischer Philosoph und Soziologe.

## Leben
Am 13. November 1871 wurde Spitzer Mitglied der Burschenschaft Arminia Graz.
Hugo Spitzer lehrte Philosophie und Soziologie an der Universität Graz. Auf sein Betreiben wurde dort das Seminar für Philosophische Soziologie eingerichtet. Er war Anhänger Ernst Haeckels.

## Werke
- Über Ursprung und Bedeutung des Hylozoismus. Eine philosophische Studie. Leutschner und Lubensky, Graz 1881.
- Nominalismus und Realismus in der Neuesten Deutschen Philosophie mit Berücksichtigung ihres Verhältnisses zur modernen Naturwissenschaft. Graz 1876.